# Comuna Valcani, Timiș
Valcani sau Vălcani este o comună în județul Timiș, Banat, România, formată numai din satul de reședință cu același nume. Comuna a fost reînființată în 2004. Este străbătută de râul Aranca, care traversează comuna și frontiera cu Serbia, după care se varsă în Tisa.

## Istoric
Prima atestare este din 1256, când așezarea apare cu numele Villa Kywolkan. În 1647 este donată familiei Csanád. La 1799 se zidește biserica ortodoxă română din Valcani.
Localitatea a fost conectată la rețeaua feroviară în anul 1857, odată cu inaugurarea căii ferate Szeged–Timișoara. În perioada interbelică stația de cale ferată se afla pe teritoriul Serbiei, iar localitatea pe teritoriul României.
În anul 1968 comuna Valcani a fost desființată, fiind alipită la comuna Dudeștii Vechi. În urma unui referendum local, comuna a fost reînființată în anul 2004. Prin Legea nr. 67 din 2005, publicată în Monitorul Oficial nr. 251 din 2005, în județul Timiș se înființează comuna Vălcani, cu satul component Vălcani.
În pagina din anuarul Socec al României Mari 1924-1925 de la Biblioteca Congresului SUA, prezentată mai jos, comuna se numește VĂLCANI.

## Personalități

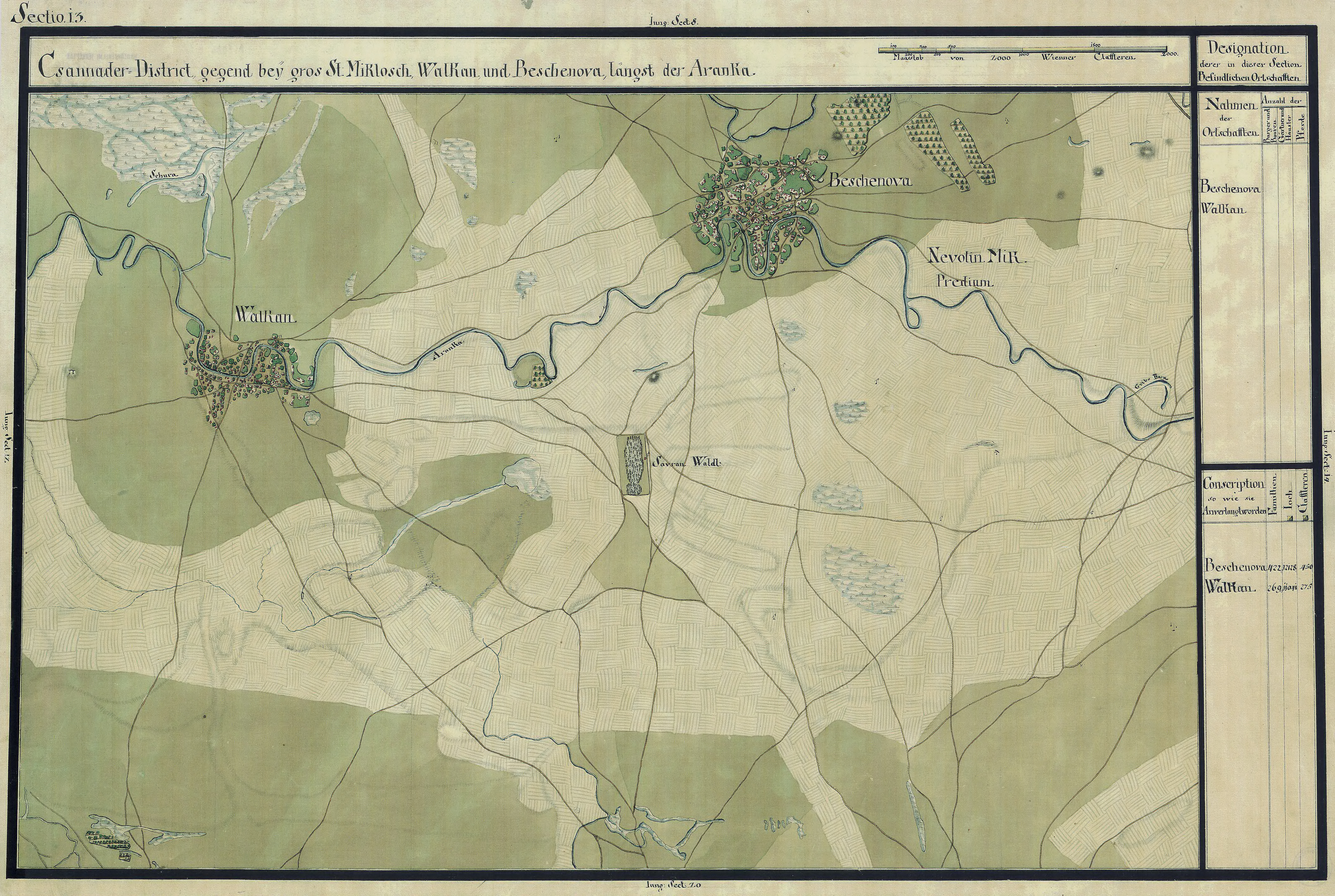
Valcani în Harta Iosefină a Banatului

- Ștefan Miu (1898-1969), deputat în Marea Adunare Națională de la Alba Iulia din 1918
- Grațian Sepi (1910-1977), fotbalist, jucător la Ripensia Timișoara, Politehnica Timișoara, Venus București și lal echipa națională de fotbal a României, pentru care a marcat 15 goluri

## Politică
Comuna Valcani este administrată de un primar și un consiliu local compus din 9 consilieri. Primarul, Dragoș-Ioan Buicu[*],  politician independent, este în funcție din 2008. Începând cu alegerile locale din 2024, consiliul local are următoarea componență pe partide politice:
|  | Partid                            | Consilieri | Componența Consiliului | Componența Consiliului | Componența Consiliului | Componența Consiliului | Componența Consiliului |
|  | --------------------------------- | ---------- | ---------------------- | ---------------------- | ---------------------- | ---------------------- | ---------------------- |
|  | Coaliția Națională pentru România | 5          |                        |                        |                        |                        |                        |
|  | Alianța pentru Unirea Românilor   | 3          |                        |                        |                        |                        |                        |
|  | Partidul Puterii Umaniste         | 1          |                        |                        |                        |                        |                        |

Primarul comunei, Dragos Buicu, este membru USL. Viceprimarul Lucian Avram este membru PD. Consiliul Local este constituit din 9 membri împărțiți astfel:
|  | Partid                                     | Consilieri | Componența Consiliului | Componența Consiliului | Componența Consiliului | Componența Consiliului | Componența Consiliului | Componența Consiliului | Componența Consiliului | Componența Consiliului |
|  | ------------------------------------------ | ---------- | ---------------------- | ---------------------- | ---------------------- | ---------------------- | ---------------------- | ---------------------- | ---------------------- | ---------------------- |
|  | Alianța Dreptate și Adevăr (3 PD și 4 PNL) | 7          |                        |                        |                        |                        |                        |                        |                        |                        |
|  | Partidul Social Democrat                   | 2          |                        |                        |                        |                        |                        |                        |                        |                        |

## Demografie
Componența etnică a comunei Valcani
     Români (93,62%)
     Maghiari (2,51%)
     Necunoscută (2,66%)
     Altă etnie (1,18%)
Componența confesională a comunei Valcani
     Ortodocși (91,11%)
     Romano-catolici (2,88%)
     Penticostali (1,11%)
     Necunoscută (2,74%)
     Altă religie (2,14%)
Conform recensământului efectuat în 2011, populația comunei Valcani se ridică la 1.350 de locuitori, în creștere față de recensământul anterior din 2002, când se înregistraseră 1.308 locuitori. Majoritatea locuitorilor sunt români (93,63%), cu o minoritate de maghiari (2,52%). Pentru 2,67% din populație, apartenența etnică nu este cunoscută.
Din punct de vedere confesional, majoritatea locuitorilor sunt ortodocși (91,11%), dar există și minorități de romano-catolici (2,89%) și penticostali (1,11%). Pentru 2,74% din populație, nu este cunoscută apartenența confesională.